# Объединённая федерация планет
Объединённая федерация планет (англ. United Federation of Planets) (также часто Федерация или просто ОФП) — вымышленная организация из вселенной «Звёздный путь».
По сюжету, является федеративным государством, включающим более 150 населённых звёздных систем (в том числе систем-метрополий самых разных рас-членов Федерации) и сотни космических колоний.
Объединённая Федерация планет (Федерация) была основана в 2161 году четырьмя расами: андорианцами, вулканцами, людьми и телларитами, и расположилась в альфа- и бета-Квадрантах Млечного Пути. Её протяжённость (во второй половине XXIV столетия) составляет около 8 тыс. св. лет.
Государственная власть в Федерации организована в виде системы из законодательной, исполнительной и судебной ветвей власти. Верховным органом законодательной ветви власти является Совет Федерации (заседает в Париже на Земле). Верховный орган исполнительной власти — правительство во главе с Президентом Федерации. Судебная система представлена многочисленными судами, высшим из которых является Верховный суд Федерации.
Основу вооружённых сил Федерации составляют военные подразделения Звёздного флота (Штаб в Сан-Франциско). Также в ведении Звёздного флота исследования космоса.
Основным законом Федерации является «Хартия Объединённой Федерации планет» (англ. Charter of the United Federation of Planets), более известная как Конституция Федерации. В основу «Хартии Объединённой Федерации планет» лёг Устав ООН и другие нормативные документы.
Не менее важную роль для Федерации как государства играет и другой документ — «Директивы Звёздного флота», регламентирующий деятельность Звёздного флота (в том числе космические исследований и контакты с расами, не входящими в состав Федерации).
Из сериалов «Звёздный путь» и полнометражных фильмов на его основе известно 68 рас-членов Федерации (наиболее известные из них: вулканцы, земляне, андорианцы, бетазоиды, триллы).

## Устройство Федерации

### История Федерации

#### XXI век (Предыстория)
После окончания Третьей Мировой войны учёный Зефрам Кокрейн сконструировал и собрал первый земной варп-двигатель, позволяющий двигаться со сверхсветовой скоростью. В 2063 году он совершил свой первый полёт. Эти короткие испытания привлекли внимание технически более развитой расы — вулканцев. После этого исторического полёта состоялся первый контакт землян с дружественной инопланетной цивилизацией, который открыл людям двери за пределы Солнечной системы.

#### XXII и XXIII века
В 2151 году новый земной двигатель «Варп 5» был установлен на первый звездолёт «дальнего плавания» «Энтерпрайз NX-01». Именно этот корабль под командованием капитана Джонатана Арчера первым отправился «туда, где не ступала нога человека» (то есть туда где ещё не летали земные звездолёты), и наладил связи со многими цивилизациями (см. «Звёздный путь: Энтерпрайз») помимо вулканцев.
Благодаря стараниям экипажа корабля «Энтерпрайз NX-01» в 2161 году был подписана хартия нового союзного государства — Объединённой Федерации планет. От имени Земли подпись под «Хартией Объединённой Федерации планет» поставил капитан Арчер (в будущем — с 2184 по 2192 год — Президент Федерации). Большую роль в создании этого союзного государства помимо деятельности «Энтерпрайза» сыграла и война с ромуланцами, вынудившая многие расы альфа-Квадранта объединиться для защиты от общего врага.
Но не все «соседи» были рады образованию такого мощного союзного государства. Федерация долгое время находилась в напряжённых отношениях со многими расами, такими как ромуланцы, клингоны и др.

#### XXIV век
- В 2311 году создана Нейтральная зона между Федерацией и Ромуланской империей.
- Геройская гибель звездолёта «Энтерпрайз-C», защитившего клингонскую планету от атаки ромуланских боевых кораблей, и первые шаги к созданию альянса с Клингонской империей.
- В 2341 году Федерация встретились с кардассианцами. Начало Кардассианской войны.
- В 2365 году произошёл первый контакт с Коллективом Борг. Примерно в это же время люди впервые встретились с представителями расы кью (англ. Q), и в это же время разгорелась Клингонская гражданская война.
- В 2370 году создана Демилитаризованная зона между Кардассианским союзом и Федерацией.
- С 2373 по 2375 год Федерация участвует в войне против Доминиона и их союзников — кардассианцев. (См. «Звёздный путь: Глубокий космос 9»).

#### Позднее будущее
Из сериалов и фильмов о дальнейшей истории Федерации известно немного. Известно, что в XXIX веке Федерация создала довольно совершенные технологии для путешествий во времени и сканирования временного пространства. Также известно, что к XXXI веку Федерация уже не существует в привычном для XXIII—XXV веков формате государственности. Возможно, Федерация была реорганизована в более совершенную форму государственности для объединения огромного числа планет (возможно преобразована в Галактический Союз или Галактическую Федерацию). Так же известно из сериала «Звёздный путь: Энтерпрайз», что в XXXI веке началась темпоральная холодная война, которая переросла в полномасштабную «горячую» темпоральную войну.
В эпизоде «Коротких походов» «Калипсо», действие которого происходит в неизвестное время в далеком будущем, персонаж Крафта обращается к «В'драйшу». Мало что говорится о В'драйше, за исключением того, что он находится в состоянии войны с Алькором IV и что люди В'драйша ищут артефакты из древней истории человечества. Сценарист этого эпизода Майкл Шейбон заявил, что имя «В'драйш» должно быть синкопой слова «Федерация».
В варианте 32-го века в третьем сезоне «Звёздного пути: Дискавери» Федерация претерпела почти полный крах, вызванный «Ожогом», катастрофой в масштабах всей галактики. Это сократило Федерацию с пика в 350 миров до всего 38, особенно без учета Земли и Ни'Вара (ранее известного как Вулкан). В течение четвертого сезона Федерация находится в процессе восстановления; Академия Звёздного Флота вновь открыта, новые судостроительные предприятия введены в эксплуатацию, и многие бывшие миры-члены, такие как Трилл, Ни'Вар и Земля, воссоединяются.

### Экономика Федерации
Авторы сериала показывают Федерацию как почти коммунистическое общество, где каждый может получить то, что ему нужно. В первую очередь, это связано с изобретением репликатора, благодаря которому любой гражданин Федерации может без каких-либо экономических усилий получать нужные ему ресурсы, что позволило забыть про товарный дефицит. Граждане Федерации (в том числе люди Земли) работают не ради денег, но для собственного совершенствования.
Начиная с XXII века деньги (в традиционном понимании) стали постепенно выходить из обращения, хотя вне пределов Федерации продолжали использоваться. К XXIV веку они практически вышли из употребления, поскольку у простого гражданина Федерации потребности в них уже практически не было. В фильме «Звёздный путь IV: Дорога домой» деньги в Федерации уже не используются. Так называемые «кредиты Федерации» служат, скорее расчётной валютой для внешнеэкономических связей и существенно отличаются от классических денег.

### Политика
Федерация позиционируется как отличное от соседей государство. В отличие от соседствующих с Федерацией Клингонской и Ромуланской империй и Кардассианского союза и находящегося в гамма-квадранте Доминиона, в которых один вид господствует и зачастую порабощает остальные, Федерация предполагает членство на добровольной основе. Однако в Федерации некоторые расы явно ведущие. В первую очередь это расы-основатели Федерации: люди, вулканцы, андорианцы и теллариты. В частности именно земные инженеры задают тон в дизайне кораблей Звёздного флота. В игре Star Trek: Armada 2 как тип космических станций фигурирует «Вулканский исследовательский институт», а в Bridge Commander (в кампании) в одной из миссий с кораблём-протагонистом связывается другой корабль Звёздного флота, капитан которого — андорианец. Однако подавляющие большинство старших офицеров Звёздного флота, фигурирующие в фильмах и сериалах — люди. (В «Deep Space 9» фигурирует лишь один вулканский корабль Звёздного флота — корабль Звёздного флота с полностью вулканским экипажем. В «Star Trek: Voyager» лишь: главный бортинженер «Вояджера» — полуклингонка-получеловек, офицер по тактике Тувок и инженер энсин Ворик — вулканцы. Также в экипаже был баджорец (профигурировал однажды). В «Звёздный путь: Следующее поколение» офицер по тактике на звездолете Энтерпрайз NCC-1701-D — клингон Ворф, а корабельный советник — бетазойка Диана Трой. Естественно все помнят вулканца Спока. Это нередко вводит в заблуждение, создавая иллюзию частичного доминирования людей Земли в Федерации и отсутствия представителей прочих рас-членов Федерации на командных постах в Звёздном флоте и в других государственных организациях Федерации. Но это, естественно, не так. В частности об этом свидетельствует тот факт, что Ног не просто первый ференги-офицер Звёздного флота, а впоследствии первый ференги-капитан корабля Звёздного флота. Это при том, что Альянс Ференги не входит в состав Объединённой Федерации планет. (Очевидно Ног и первый ференги-гражданин Федерации.)
По заявлениям же лидера НВФ «Маки» Эддингтона (серия «За честь мундира», Глубокий космос 9), Федерация помешана на идее о том, что все «нормальные» цивилизации должны стремиться в неё, а «ненормальные» должны быть «перевоспитаны». По его мнению, Федерация ведёт себя хуже Боргов — те хотя бы перед ассимиляцией другой цивилизации открыто предупреждают, что им нужно.

### Ведомства, входящие в состав Объединённой Федерации планет
- Звёздный флот

Организация, осуществляющая регуляцию военных и исследовательских формирований, находящихся в непосредственном подчинении Объединённой Федерации планет.
- Научный совет Федерации
- Управление терраформирования
- Научное бюро Федерации
- Бюро планетарных соглашений
- Департамент исследований времени
- Департамент картографии
- Широковещательная компания Земли
- Новостная сеть Федерации
- Служба новостей Федерации
- Военно-морской патруль Федерации
- Бюро по сельскому хозяйству
- Бюро по промышленности
- Астрономический комитет
- Центральное бюро пенологии
- Археологический совет

## Появление во франшизе «Звёздный путь»
В начале первого сезона «Звёздного пути» капитан Кирк сказал, что полномочия «Энтерпрайза» исходят от Объединенного агентства космических исследований Земли. Базы, посещенные в сериале, были названы «Земными аванпостами». В августе 1966 года Джин Родденберри нанял Джина Л. Куна в качестве сценариста для «Звёздного пути». Актер Уильям Шатнер считает, что Кун внедрил в сериал концепции Звёздного флота, Командования Звёздного флота и Объединенной федерации планет. Первой серией, которую приписывают Куну, была «Вкус армагеддона», где посол на «Энтерпрайзе» упоминается как официальное лицо Федерации.
В конце концов, сериал стал аллегорией текущих событий контркультуры 1960-х годов, в которой большое внимание уделялось антивоенному посланию и изображалась Объединенная Федерация Планет, обширный межзвёздный альянс, основанный на просвещенных принципах свободы, равенства, справедливости, прогресса и мирного сосуществования как идеалистической версии Организации Объединенных Наций.[5]

## Реакция критики
Оптимистичный взгляд на будущее, существующий в Федерации, был отмечен как уникальный среди большинства научной фантастики, показывающий, насколько «развитым» и «цивилизованным» может быть будущее. Много споров было сосредоточено на том, как материалистическое понимание постдефицитной экономики в Федерации несовместимо с ее собственной идеалистической этикой. Он был описан вместе с сериалом в целом как средство изучения того, что значит быть человеком, а также как исследование усилий человечества по построению лучшего общества. Другие авторы отмечали, что Федерация из «Звёздного пути» сталкивается с теми же логистическими и философскими трудностями, что и другие утопические экономические и политические схемы, из-за чего она кажется нереалистичной.
В 2020 году портал Screen Rant отметил серию «Первый контакт» в сериале «Звёздный путь: Следующее поколение»  для изучения Объединенной федерации планет и того, как она иногда ведёт себя при контакте с инопланетянами.

## Изображение Федерации во вселенной «Звёздный путь»
Как и многие вещи в «Звёздном пути», эпизоды и фильмы могут ссылаться на организации или законы внутри Федерации, но зрители никогда не получают широкого представления о ее внутренней работе. Многие современные термины присвоены Федерации, но параллели с нынешними государственными органами, их ролью и обязанностями являются чистой спекуляцией со стороны фанатов и критиков.
Во временной шкале «Звёздного пути» Федерация была основана в 2161 году, после событий описанных в сериале «Звёздный путь: Энтерпрайз», но до событий других сериалов франшизы. Его основателями были Земля, Вулкан, Андория и Теллар. Со временем он расширился, включив в себя гораздо больше миров посредством мирной добровольной ассимиляции. Некоторые известные миры включают: Bajor, Trill, Betazed и Bolarus IX. Ссылки на размер Федерации различаются: капитан Кирк заявил в 2267 году, что человечество находится на «тысяче планет и рассредоточено», в то время как капитан Пикар упомянул Федерацию (в 2373 году) как состоящую из «более ста пятидесяти планет, раскинувшихся на 8000 световых лет. Федерация является крупной галактической державой и в разное время находилась в состоянии войны с другими силами, такими как клингоны, ромулане и Доминион. Космические силы Федерации называются Звёздным Флотом, и хотя большая часть «Звёздного пути» изображает мирное исследование галактики, Звёздный флот также способен на значительную военную мощь. Секция 31 - это военизированное шпионское агентство, описанное писателем Айрой Стивеном Бером как «… занимающееся неприятными вещами, о которых никто не хочет думать».
Федерация изображается как демократическая республика во главе с президентом, проживающим в Париже на Земле. Полномочия президента включают помилование и объявление чрезвычайного положения. Этого президента поддерживает кабинет. Федерация также имеет верховный суд и законодательный орган, Совет Федерации, в который входят делегаты от различных миров-членов. Конституция и хартия были названы учредительными документами Федерации.
Показано, что несколько планет желают стать членства в Федерации. Вступление в Федерацию — сложный процесс, требующий соответствия различным критериям. Дисквалифицирующие критерии включают кастовую дискриминацию и нарушение прав разума. Единое, объединенное правительство не требуется для приема, но желательно. Большинство сотрудников Звёздного Флота являются гражданами Федерации. Неграждане могут присоединиться к Звёздному Флоту, но этот процесс сложнее, как и для всех рас, не входящих в Федерацию.
Хотя были сделаны некоторые ссылки на деньги, Федерация чаще упоминается как общество, в котором погоня за материальной выгодой не имеет первостепенного значения, а деньги устарели. Торговля, опосредованная латиной, прессованной из золота, действительно происходит на ее границах, чаще всего у ференги.
Аналогом Федерации в Зеркальной вселенной является Терранская Империя, авторитарное государство, в котором доминируют люди, сформировавшие империю путем завоевания.

## Неканонические источники
В неканонических источниках, таких как оригинальное Техническое руководство Звёздного флота «Звёздный путь» 1975 года, «Миры Федерации» Джонсона и ролевых играх, пятью членами-основателями Федерации указаны Земля (или Терра), Вулкан, Теллар, Андор и Альфа Центавра. В некоторых неканонических работах утверждается, что член-основатель Альфа Центавра является домом для человеческой расы (переселенной Хранителями из классической Греции третьего века до нашей эры), известной как кентавры, центаврианцы или центавриане.
Исторический справочник «Star Trek Spaceflight Chronology с 1980 по 2188 год» утверждает, что Федерация была зарегистрирована на «первой Вавилонской межпланетной конференции» в 2087 году.
В таких книгах, как «Техническое руководство по Звёздному флоту из «Звёздного пути» и новый «Статьи Федерации», основополагающим документом Федерации является «Статья Федерации».